# Bone Marrow Transplantation
Bone Marrow Transplantation, abgekürzt Bone Marrow Transplant., ist eine wissenschaftliche Fachzeitschrift, die von der Nature Publishing Group veröffentlicht wird. Die Zeitschrift erscheint derzeit mit zwölf Ausgaben im Jahr. Es werden Arbeiten veröffentlicht, die sich mit allen Aspekten der Biologie und der klinischen Anwendung der hämatopoetischen Stammzelltransplantation beschäftigen. Die Zeitschrift ist das offizielle Organ der European Group for Blood and Marrow Transplantation.
Der Impact Factor lag im Jahr 2016 bei 3,874. Nach der Statistik des ISI Web of Knowledge wird das Journal mit diesem Impact Factor in der Kategorie Hämatologie an 19. Stelle von 68 Zeitschriften, in der Kategorie Immunologie an 53. Stelle von 148 Zeitschriften, in der Kategorie Onkologie an 71. Stelle von 217 Zeitschriften und in der Kategorie Transplantation an achter Stelle von 25 Zeitschriften geführt.